# CONCACAF Beach Soccer Championship 2009
L’CONCACAF Beach Soccer Championship 2009 è la 3ª edizione di questo torneo.

## Squadre partecipanti
Di seguito le 6 squadre partecipanti.
- Canada
- Messico
- Stati Uniti
- Costa Rica
- El Salvador
- Bahamas

## Fase a gironi
Di seguito la fase a gironi.

### Girone A
| Team        | G | V | V+ | P | GF | GS | +/- | P |
| ----------- | - | - | -- | - | -- | -- | --- | - |
| Messico     | 2 | 2 | 0  | 0 | 14 | 1  | +13 | 6 |
| El Salvador | 2 | 1 | 0  | 1 | 9  | 10 | −1  | 3 |
| Canada      | 2 | 0 | 0  | 2 | 6  | 18 | −12 | 0 |

| Squadra 1   | Risultato | Squadra 2   |
| ----------- | --------- | ----------- |
| Messico     | 10-0      | Canada      |
| El Salvador | 8-6       | Canada      |
| Messico     | 4-1       | El Salvador |

### Girone B
| Team        | G | V | V+ | P | GF | GS | +/- | P |
| ----------- | - | - | -- | - | -- | -- | --- | - |
| Stati Uniti | 2 | 2 | 0  | 0 | 12 | 3  | +9  | 6 |
| Costa Rica  | 2 | 1 | 0  | 1 | 4  | 6  | −2  | 3 |
| Bahamas     | 2 | 0 | 0  | 2 | 2  | 9  | −7  | 0 |

| Squadra 1   | Risultato | Squadra 2  |
| ----------- | --------- | ---------- |
| Stati Uniti | 6-2       | Bahamas    |
| Costa Rica  | 3-0       | Bahamas    |
| Stati Uniti | 6-1       | Costa Rica |

## Finali

### Semifinali
| Squadra 1   | Risultato | Squadra 2   |
| ----------- | --------- | ----------- |
| Costa Rica  | 4-3 dts   | Messico     |
| El Salvador | 5-3       | Stati Uniti |

### Finale 5º-6º posto
| Squadra 1 | Risultato | Squadra 2 |
| --------- | --------- | --------- |
| Canada    | 4-3       | Bahamas   |

### Finale 3º-4º posto
| Squadra 1 | Risultato | Squadra 2   |
| --------- | --------- | ----------- |
| Messico   | 5-4       | Stati Uniti |

### Finale
| Squadra 1   | Risultato | Squadra 2  |
| ----------- | --------- | ---------- |
| El Salvador | 6-3       | Costa Rica |

## Classifica Finale
Queste le posizioni nel dettaglio.
| Pos | Team        |
| --- | ----------- |
| 1   | El Salvador |
| 2   | Costa Rica  |
| 3   | Messico     |
| 4   | Stati Uniti |
| 5   | Canada      |
| 6   | Bahamas     |